# Bengtsbrohöljen
Bengtsbrohöljen är en sjö i Bengtsfors kommun i Dalsland och ingår i Göta älvs huvudavrinningsområde. Sjön har en area på 1,1 kvadratkilometer och ligger 90,3 meter över havet. Sjön avvattnas av vattendraget Upperudsälven. Vid provfiske har bland annat abborre, bergsimpa, gers och lake fångats i sjön.

## Delavrinningsområde
Bengtsbrohöljen ingår i det delavrinningsområde (654882-129472) som SMHI kallar för Utloppet av Bengtsbrohöljen. Medelhöjden är 129 meter över havet och ytan är 7,86 kvadratkilometer. Räknas de 236 avrinningsområdena uppströms in blir den ackumulerade arean 2 674,27 kvadratkilometer. Upperudsälven som avvattnar avrinningsområdet har biflödesordning 2, vilket innebär att vattnet flödar genom totalt 2 vattendrag innan det når havet efter 195 kilometer. Avrinningsområdet består mestadels av skog (66 procent). Avrinningsområdet har 1,1 kvadratkilometer vattenytor vilket ger det en sjöprocent på 14 procent. Bebyggelsen i området täcker en yta av 1,12 kvadratkilometer eller 14 procent av avrinningsområdet.

## Fisk
Vid provfiske har följande fisk fångats i sjön:
- Abborre
- Bergsimpa
- Gärs
- Lake
- Mört
- Nors
- Sik
- Siklöja